# Publije Septimije Geta
Publije Septimije Geta (lat. Publius Septimius Geta; 7. ožujka 189. u Rimu – prosinac 211. u Rimu), do smrti je bio suvladar svoga brata rimskog cara Karakale iz dinastije Severa. Jedno vrijeme nosio je ime Lucije.

### Ostali projekti
|  | Zajednički poslužitelj ima još gradiva o temi Publije Septimije Geta |